# Goyo Benito
Gregorio "Goyo" Benito Rubio (El Puente del Arzobispo, 21 oktober 1946 – Madrid, 2 april 2020) was een Spaans voetballer. Hij is een van de twee spelers die een Laureada kreeg uitgereikt door Real Madrid.

## Carrière
Benito beoefende in zijn jeugd atletiek en werd daarbij nationaal kampioen speerwerpen op schoolniveau. Op zeventienjarige leeftijd tekende hij bij Real Madrid. Benito werd er eerst in de jeugdafdeling ondergebracht en vervolgens twee seizoenen uitgeleend aan stadsgenoot Rayo Vallecano, dat toen in de Segunda División A uitkwam. Uiteindelijk keerde hij in 1968 terug naar Real Madrid, waar hij vervolgens veertien jaar in het eerste elftal speelde. In die periode werd hij zesmaal landskampioen en won hij vijfmaal de Copa del Rey.
In 1982 stopte Benito op 35-jarige leeftijd met voetballen. Hij speelde 420 officiële wedstrijden voor Real Madrid, alle competities inbegrepen. Vanwege zijn onberispelijke traject in de club kreeg hij in 1979 van voorzitter Santiago Bernabéu een Laureada uitgereikt, een gouden en glanzende insigne van het clublogo met lauweren eromheen. De enige speler die dit eerbetoon ook uitgereikt kreeg is Pirri.
Benito speelde 22 interlands voor Spanje. Hij maakte op 9 mei 1971 zijn interlanddebuut in een EK-kwalificatiewedstrijd tegen Cyprus. Benito nam met Spanje nooit deel aan een EK of WK. Wel nam hij met zijn land deel aan de Olympische Zomerspelen 1968, waar hij de kwartfinale haalde.
Benito leed de laatste jaren van zijn leven aan de ziekte van Alzheimer. Hij overleed op 2 april 2020 aan de gevolgen van COVID-19.

## Erelijst
Met Real Madrid:
- Primera División (6): 1971/72, 1974/75, 1975/76, 1977/78, 1978/79, 1979/80
- Copa del Rey (5): 1969/70, 1973/74, 1974/75, 1979/80, 1981/82

- Biblioteca Nacional de España: XX4681180
- Virtual International Authority File: 172354315
- WorldCat: E39PBJy8x6jhvBfj4Dx3YpBQMP